# 에밀 마우리스
에밀 마우리스(Emil Maurice, 1897년 1월 19일 ~ 1972년 2월 6일)는 독일의 나치 관리이자 슈츠슈타펠(SS)의 창립 멤버였다. 그는 히틀러의 첫 개인 쇼퍼였으며, 유대인과 독일계 혈통이 혼합된 몇 안 되는 슈츠슈타펠 복무자 중 한 명이었다. 슈츠슈타펠의 인종 순수성 기준을 충족하지 못했음에도 불구하고, 모리스는 뉘른베르크법에 따라 독일인으로 간주되었고, 유대인이나 미슐링으로 간주되지 않았다. 또한, 그는 히틀러로부터 명예 아리아인 지위를 부여받았다.

## 초기 생애와 히틀러와의 관계
시계공이었던 모리스는 아돌프 히틀러의 초기 측근이었다. 그들의 개인적인 우정은 1919년 둘 다 독일 노동자당(DAP)의 일원이었을 때로 거슬러 올라간다. 모리스는 1919년 12월 1일에 공식적으로 독일 노동자당에 가입했으며 그의 당원 번호는 594번이었다(숫자는 501번부터 시작했다). 1920년 돌격대가 창설되면서 모리스는 초대 최고 돌격대 지도자가 되었다. 모리스는 초기 돌격대원들을 이끌고 다른 집단과의 일부 싸움에 참여했다. 히틀러는 나중에 자신의 저서 나의 투쟁에서 1921년 11월에 모리스가 싸움 중에 돌격대 부대의 선두에 섰던 특정 싸움을 언급했다.

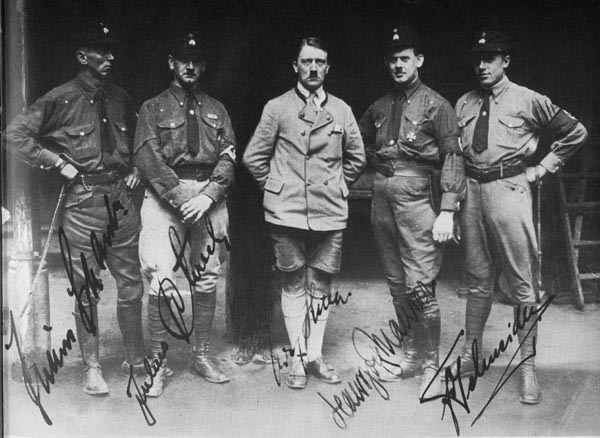
히틀러의 초기 경호원: 왼쪽부터: 율리우스 샤우프; 율리우스 시레크; 아돌프 히틀러; 한스 게오르크 마우러; 게르하르트 슈나이더

1921년 7월, 모리스는 아돌프 히틀러의 개인 쇼퍼가 되었다. 1923년 3월, 모리스는 또한 돌격대와 같은 당의 "의심스러운 무리"가 아닌 히틀러의 봉사에 전념하는 작은 별도 경호대인 참모 경호대의 일원이 되었다. 이 부대는 나치 당 행사와 집회에서 히틀러를 경호하는 임무를 맡았다. 1923년 5월, 이 부대는 '아돌프 히틀러' 돌격대(Stoßtrupp 'Adolf Hitler')로 이름이 바뀌었다. 모리스, 율리우스 시레크, 요제프 베르히톨트, 에르하르트 하이덴은 모두 돌격대의 구성원이었다. 1923년 11월 9일, 돌격대는 돌격대 및 여러 다른 준군사 부대와 함께 뮌헨에서 실패한 뮌헨 폭동에 참여했다. 폭동 이후 히틀러, 루돌프 헤스, 모리스 및 다른 나치 지도자들은 반역죄로 란츠베르크 교도소에 투옥되었다. 돌격대를 포함한 나치 당 및 모든 관련 조직은 공식적으로 해산되었다.

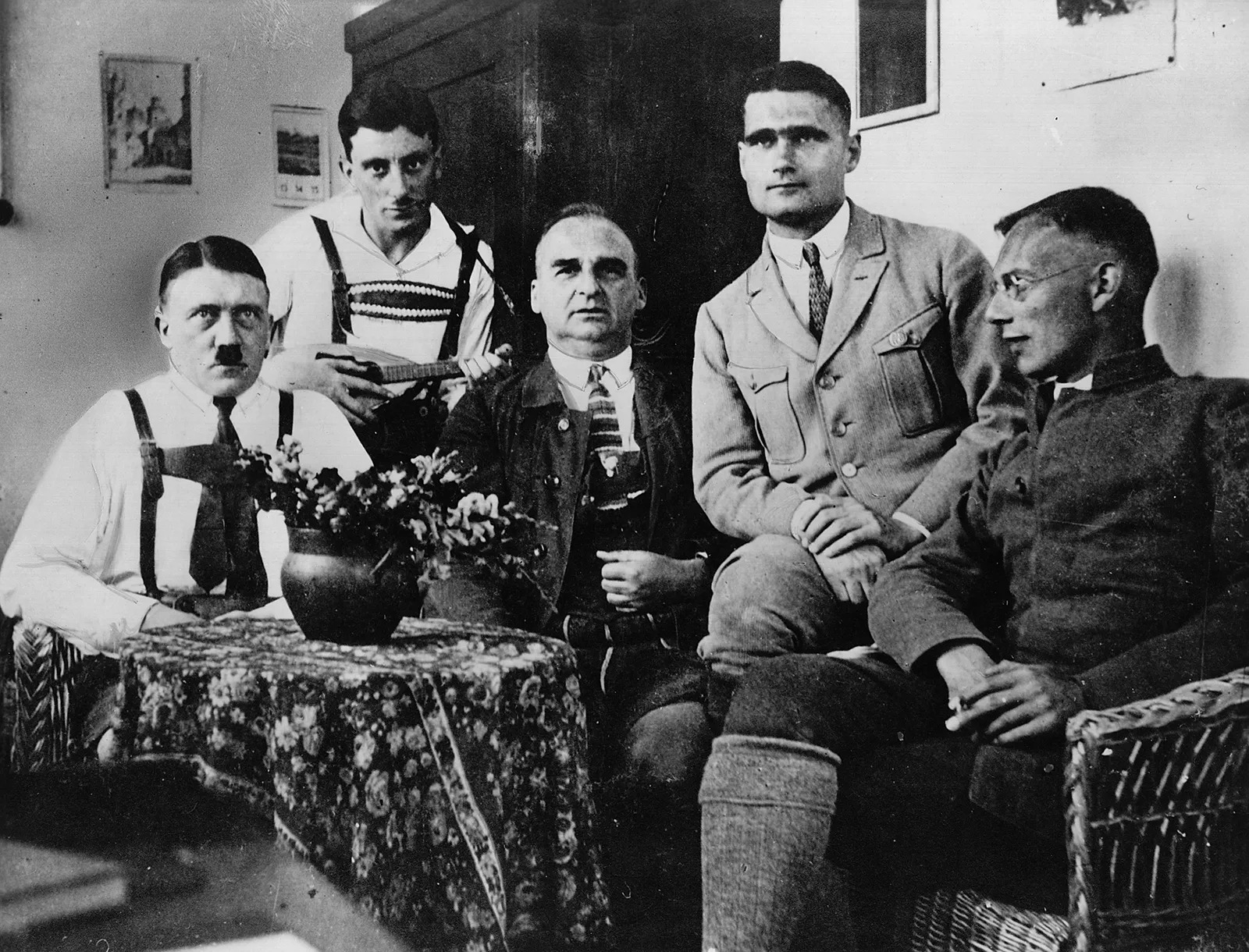
왼쪽부터; 1924년 란츠베르크 교도소의 히틀러, 모리스, 크리벨, 헤스, 베버

히틀러가 감옥에서 풀려난 후, 나치당은 공식적으로 재창당되었다. 1925년, 히틀러는 새로운 경호대인 방어대(Schutzkommando)를 창설할 것을 명령했다. 이는 율리우스 시레크에 의해 결성되었으며, 옛 돌격대원인 모리스와 하이덴을 포함했다. 같은 해, 방어대는 전국적인 규모로 확장되었다. 이 부대는 차례로 돌격대(Sturmstaffel)로, 그리고 마침내 11월 9일에는 슈츠슈타펠(SS)로 이름이 바뀌었다. 히틀러는 SS 회원 번호 1번이 되었고, 에밀 모리스는 SS 회원 번호 2번이 되었다. 당시 모리스는 새로운 조직에서 SS-퓌러가 되었지만, SS의 지도권은 초대 SS전국지도자인 시레크가 맡았다. 모리스는 1925년에 히틀러의 상근 쇼퍼가 되었다. 나중에 모리스가 1927년 12월에 히틀러의 이복 조카인 겔리 라우발과 관계를 맺고 있다고 히틀러에게 알리자, 히틀러는 그 관계를 끝내도록 강요했다. 모리스는 1928년에 히틀러의 개인적인 봉사에서 해임되었지만, SS의 일원으로 남아 있도록 허용되었다. 쇼퍼로서 그는 먼저 율리우스 시레크에 의해, 그리고 다음으로 에리히 켐프카에 의해 계승되었다.
1932년 슈츠슈타펠이 재편성되고 확장되었을 때, 모리스는 고위 SS 장교가 되었고 결국 SS-상급지도자 계급으로 승진했다. 모리스는 결코 슈츠슈타펠의 최고 지휘관이 되지 못했지만, SS 회원 번호 2번으로서의 그의 지위는 그를 사실상의 조직 창립자로 인정받게 했다. 궁극적으로 슈츠슈타펠의 가장 잘 알려진 지도자가 될 하인리히 힘러는 SS 회원 번호 168번이었다.

## 유대인 혈통 문제로 힘러와의 갈등
힘러가 SS전국지도자가 된 후, 모리스는 1935년에 결혼 허가를 받기 위해 가족사에 대한 세부 정보를 제출해야 했을 때 힘러의 SS 장교 인종 순수성 규정을 어기게 되었다. 힘러는 "의심할 여지 없이...모리스는 그의 조상표에 따르면 아리아인이 아니다"라고 말했다. 모든 SS 장교는 1750년까지 거슬러 올라가 인종 순수성을 증명해야 했으며, 모리스에게 8분의 1 유대인 혈통이 있다는 사실이 밝혀졌다. 함부르크의 탈리아 극장 설립자인 샤를 모리스 슈바르첸베르거(Chéri Maurice 1805–1896)가 그의 증조할아버지였다.
모리스는 1919년부터 당원이었고, 실패로 끝난 뮌헨 폭동에 참여했으며(이로 인해 그는 권위 있는 피의 훈장을 수상했다), 히틀러의 경호원이었음에도 불구하고, 힘러는 그의 "유대인 혈통" 때문에 그를 심각한 보안 위험으로 간주했다. 힘러는 모리스와 그의 가족 구성원들을 SS에서 추방할 것을 권고했다. 힘러의 짜증스럽게도, 히틀러는 그의 오랜 친구의 편을 들었다. 1935년 8월 31일 작성된 비밀 편지에서 히틀러는 힘러에게 모리스와 그의 형제들에게 예외를 두도록 강요했고, 그들은 비공식적으로 "명예 아리아인"으로 선언되어 SS에 남아 있을 수 있게 되었다.

## 말년
모리스는 1935년 3월 31일 루돌프 플로츠 대령의 딸이자 의대생—후에 의사—인 헤트비히 마리아 안나 플로츠와 약혼했다. 그들은 1935년 11월 5일 뮌헨에서 결혼했다. 1936년 3월 총선에서 그는 선거구 29(라이프치히)의 독일국 의회 의원이 되었고 나치 정권이 몰락할 때까지 이 자리를 유지했다. 1937년부터 그는 뮌헨 상공회의소 회장이었다. 1940년부터 1942년까지 그는 루프트바페에서 장교로 복무했다.
1945년 5월 25일, 미군은 슈타른베르크에서 모리스를 체포했다. 1948년, 그는 재판을 받고 "2등급 나치"(범죄자)로 4년 노동 수용소형을 선고받았다. 그는 시계공으로서의 삶으로 돌아왔고 1951년에는 뮌헨에서 시계 상점을 소유했다. 그는 1972년 2월 6일 슈타른베르크에서 사망했다.

## 훈장 및 표창
- 코부르크 휘장, 1932년 10월[3]
- 황금 당원 휘장, 1933년[3]
- 피의 훈장 #495, 1933년[3]
- SS명예반지, 1933년[3]
- SS-에렌데겐, 1933년[3]
- 구 참모진을 위한 명예 셰브론, 1934년 2월[3]
- SS 명예 단검[3]
- 무공 십자 철십자 훈장 검 없음[3]
- 나치당 장기근속상 동장, 은장, 금장[3]

### 내용주
1. 1 2  Hamilton 1984, 160쪽.
2. 1 2 3  Hoffmann 2000, 50쪽.
3. 1 2 3 4 5 6 7 8 9 10 11 12 13 14 15 16  Miller 2015, 24쪽.
4. ↑  McNab 2009, 14, 16쪽.
5. ↑  Miller 2015, 21, 24쪽.
6. ↑  McNab 2009, 16쪽.
7. ↑  Miller 2015, 21쪽.
8. 1 2  McNab 2009, 10, 11쪽.
9. ↑  Hamilton 1984, 160, 161, 172쪽.
10. ↑  Wegner 1990, 62쪽.
11. ↑  Weale 2010, 26쪽.
12. ↑  Weale 2010, 16, 26쪽.
13. ↑  Weale 2010, 29쪽.
14. ↑  Hamilton 1984, 172쪽.
15. ↑  Görtemaker 2011, 43쪽.
16. ↑  Kershaw 2008, 220쪽.
17. ↑  Biondi 2000, 7쪽.
18. 1 2 3 4  Hamilton 1984, 161쪽.
19. ↑  Hilberg 2003, 70쪽.
20. ↑  Hein 2015, 38쪽.
21. ↑  Hamilton 1984, 160–161쪽.
22. ↑  Hoffmann 2000, 50, 51쪽.
23. ↑  Miller 2015, 25쪽.
24. ↑  Emil Maurice entry in the Reichstag Members Database

### 참고 문헌
- Biondi, Robert, 편집. (2000) [1942]. 《SS Officers List: (as of 30 January 1942): SS-Standartenfuhrer to SS-Oberstgruppenfuhrer: Assignments and Decorations of the Senior SS Officer Corps》. Atglen, PA: Schiffer. ISBN 978-0-7643-1061-4.
- Görtemaker, Heike B. (2011). 《Eva Braun: Life with Hitler》. New York: 알프레드 A. 노프. ISBN 978-0-307-59582-9.
- Hamilton, Charles (1984). 《Leaders and Personalities of the Third Reich, Vol. 1》. R. James Bender Publishing. ISBN 0-912138-27-0.
- Hein, Bastian (2015). 《Die SS: Geschichte und Verbrechen》 [SS: 역사와 범죄] (독일어). Munich: Beck. ISBN 978-3-406-67513-3.
- [[라울 힐베르크|Hilberg, Raul]] (2003) [1961].  Westerfield, H. Bradford, 편집. 《유럽 유대인의 파괴》 3판. Yale University Press. doi:10.12987/9780300149135. ISBN 9780300149135. |author-link1= 값 확인 필요 (도움말)
- Hoffmann, Peter (2000) [1979]. 《Hitler's Personal Security: Protecting the Führer 1921–1945》. Da Capo Press. ISBN 978-0-30680-947-7.
- [[이언 커쇼|Kershaw, Ian]] (2008). 《Hitler: A Biography》. New York: W. W. Norton & Company. ISBN 978-0-393-06757-6. |author-link1= 값 확인 필요 (도움말)
- McNab, Chris (2009). 《The SS: 1923–1945》. Amber Books Ltd. ISBN 978-1-906626-49-5.
- Miller, Michael (2015). 《Leaders Of The Storm Troops Volume 1》. England: Helion & Company. ISBN 978-1-909982-87-1.
- Weale, Adrian (2010). 《The SS: A New History》. London: Little, Brown. ISBN 978-1408703045.
- Wegner, Bernd (1990). 《The Waffen-SS: Organization, Ideology and Function》. Blackwell. ISBN 0-631-14073-5.